# A kincses bolygó
A kincses bolygó (eredeti cím: Treasure Planet) 2002-ben bemutatott amerikai 2D-s számítógépes animációs film, amely Robert Louis Stevenson: A kincses sziget című regénye alapján készült. A 43. Disney-film rendezői és producerei Ron Clements és John Musker. A forgatókönyvet Rob Edwards, Ted Elliott és Terry Rossio írta, a zenéjét James Newton Howard szerezte. A mozifilm a Walt Disney Pictures és a Walt Disney Feature Animation gyártásában készült, a Buena Vista Pictures forgalmazásában jelent meg. Műfaja sci-fi kalandfilm.
Amerikában 2002. november 27-én, Magyarországon 2002. december 19-én mutatták be a mozikban.

## Cselekmény
Jim Hawkins átlagos kamaszfiút egy nap utoléri a nagy kaland: megtalálja a kincses bolygó térképét, és egy habókos tudós, Doppler professzor társaságában nekivág a végtelen űrnek. Űrvitorlásuk legénysége azonban gonosz tervet forral. Jimék a kapitány és néhány hű embere társaságában még idejében elmenekülnek a lázadók elől, de tudják: Hosszú John Silver, a kiborg és rettegett kalózai addig nem tágítanak a nyomukból, míg meg nem szerzik a régi űrkalózok legendás kincsének térképét.

## Szereplők
| Szereplő            | Eredeti hang         | Magyar hang        | Leírás |
| ------------------- | -------------------- | ------------------ | --- |
| Jim Hawkins         | Joseph Gordon-Levitt | Moser Károly       | Fiatal fiú, aki Sarah Hawkins fia. A történet főhőse.                                                             |
| John Silver         | Brian Murray         | Kránitz Lajos      | A kiborg kalózvezér, de hajószakácsnak álcázza magát, hogy Amelia kapitány ne ismerje meg.                        |
| Amelia kapitány     | Emma Thompson        | Fehér Anna         | A macska-szerű női hajóskapitány.                                                                                 |
| Dr. Delbert Doppler | David Hyde Pierce    | Háda János         | A kutya-szerű tudós, a Hawkins család barátja.                                                                    |
| BEN                 | Martin Short         | Rajkai Zoltán      | A bennszülött amnéziás robot, aki elvesztette az agyát Flint kapitánynál.                                         |
| Mrs. Sarah Hawkins  | Laurie Metcalf       | Nagy-Kálózy Eszter | Jim anyja, a fogadósnő, aki folyton félti a fiát Jim Hawkinst.                                                    |
| Morph               | Dane A. Davis        | saját hangján      | Az átalakító lény, és hangutánzó.                                                                                 |
| Mr. Arrow           | Roscoe Lee Browne    | Kárpáti Tibor      | A szikla-szerű lény, Amelia kapitány első tisztje.                                                                |
| Billy Bones         | Patrick McGoohan     | Reviczky Gábor     | Az aligátorteknős-szerű lény, aki hajótörést szenvedett, még halála előtt átadta Hawkinséknak a kincses térképet. |
| Scroop              | Michael Wincott      | Vass Gábor         | A pók-szerű rákollójú kalóz.                                                                                      |
| Narrátor            | Tony Jay             | Kristóf Tibor      | A mesekönyv narrátora.                                                                                            |
| Fiatal Jim          | Austin Majors        | Bor Panni          | Jim Hawkins 5 éves gyerekkori énje.                                                                               |
| Onus                | Corey Burton         | Minárovits Péter   | A sokszemű csiga-szerű kalóz.                                                                                     |
| Hands               | Michael McShane      | Haás Vander Péter  | A négykarú harcsa-fejű kalóz.                                                                                     |
| Krailoni            | Mona Marshall        | Bartucz Attila     | A lábatlan női kalóz.                                                                                             |
| Hedley              | John Cygan           | Melis Gábor        | A póklábú fejes űrlény kalóz.                                                                                     |
| Torrance            | Jim Ward             | Fazekas István     | A kövér testű űrlény kalóz.                                                                                       |
| Grewnge             | Jack Angel           | Kőszegi Ákos       | A kövér reptilliai űrlény kalóz, tüzérnek álcázva.                                                                |
| Robotzsaruk         | Jack Angel           | Faragó András      | A két robot járőr, aki Jim Hawkins viselkedése miatt értesíti Sarah Hawkins-t.                                    |
| Robotzsaruk         | Rodger Bumpass       | Bognár Tamás       | A két robot járőr, aki Jim Hawkins viselkedése miatt értesíti Sarah Hawkins-t.                                    |
| Turnbuckle          | Rodger Bumpass       | Wohlmuth István    | A polip-karú csiga kalóz, kormányosnak álcázva.                                                                   |
| Mrs. Dumbory        | Michael Wincott      | Bókai Mária        | A polipszerű űrlény hölgy.                                                                                        |
| Kövér kisfiú        | N/A                  | Galgóczy Gáspár    | Béka-szerű űrlény a családjával együtt.                                                                           |

## Televíziós megjelenések
- RTL Klub, HBO, HBO 2, HBO 3, Paramount Channel
- Viasat 3, Film+